# Powiat Płoński
Der Powiat Płoński ist ein Powiat (Kreis) in der polnischen Woiwodschaft Masowien. Der Powiat hat eine Fläche von 1383,67 km², auf der etwa 87.000 Einwohner leben. Er wurde im Jahr 1999 im Rahmen der Verwaltungsreform gegründet. Die Bevölkerungsdichte beträgt 63 Einwohner auf 1 km² (2007).

## Geschichte
Von 1939 bis 1945 war das Gebiet als Landkreis Plöhnen Teil des neuen Regierungsbezirkes Zichenau der Provinz Ostpreußen.

### Kreisverwaltung Płońsk seit 1998
- 1998–2002: Starost Kazimierz Dąbkowski (SLD), Vizestarost Jan Mączewski (PSL), Ratsvorsitzender Dariusz Starczewski (parteilos)
- 2002–2006: Starost Kazimierz Dąbkowski (SLD), Vizestarost Jan Mączewski (PSL), Ratsvorsitzender Ryszard Gortat (Wspólnota Samorządowa)
- 2006–2010: Starost Jan Mączewski (PSL), Vizestarost Andrzej Stolpa (KWW Inicjatywa Ponad Podziałami), Ratsvorsitzender Kazimierz Dąbkowski (KWW IPP)
- 2010–2014: Starost Jan Mączewski (PSL), Vizestarost Andrzej Stolpa (PSL), Ratsvorsitzende Małgorzata Mucha (parteilos, bis 29. Februar 2012), Ratsvorsitzender Artur Czapliński (PiS, ab 29. Februar 2012)
- 2014–2018: Starost Andrzej Stolpa (PSL), Vizestarostin Anna Dumińska-Kierska (PSL), Ratsvorsitzender Jan Mączewski (PSL)
- seit 2018: Starostin Elżbieta Wiśniewska (KWW Razem dla Samorządu), Vizestarost Krzysztof Wrzesiński (PiS), Ratsvorsitzender Dariusz Żelasko (KWW RdS)

## Gemeinden
Der Powiat umfasst zwölf Gemeinden, zwei Stadtgemeinden, drei Stadt-und-Land-Gemeinden und sieben Landgemeinden.

### Stadtgemeinden
- Płońsk
- Raciąż

### Stadt-und-Land-Gemeinden
- Czerwińsk nad Wisłą
- Nowe Miasto
- Sochocin

### Landgemeinden
- Baboszewo
- Dzierzążnia
- Joniec
- Naruszewo
- Płońsk
- Raciąż
- Załuski